# The River Murders
The River Murders is een Amerikaanse psychologische thriller uit 2011, geregisseerd door Rich Cowan.

## Verhaal
Rechercheur Jack Verdon onderzoekt een reeks moorden. Wanneer hij ontdekt dat de slachtoffers bekende voor hem zijn en waarmee zelfs een relatie heeft gehad, wordt Verdon door FBI-agent Vuckovitch van de zaak gehaald en geschorst. Verdon wordt gedwongen buiten de reguliere wegen te werken, op zoek naar de moordenaar die zijn verleden kent.

## Rolverdeling
| Acteur            | Personage        |
| ----------------- | ---------------- |
| Ray Liotta        | Jack Verdon      |
| Christian Slater  | Agent Vuckovitch |
| Ving Rhames       | Captain Langley  |
| Gisele Fraga      | Ana Verdon       |
| Sarah Ann Schultz | Jenny Thames     |
| Raymond J. Barry  | Trent Verdon     |
| Melora Walters    | Agent Glover     |
| Michael Rodrick   | John Lee         |
| Cindy Dolenc      | Annie Locke      |
| Michelle Krusiec  | Sung Li          |